# Bedivere

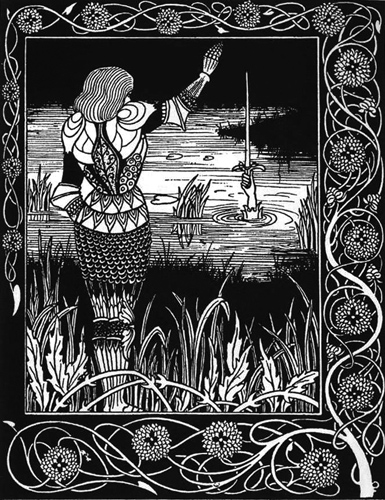
Cómo Sir Bedevere lanzó al agua la espada Excalibur. Ilustración de Aubrey Beardsley, 1894.

En la leyenda del rey Arturo, Sir Bedivere (también Bedevere, del galés Bedwyr, en francés Bédoier) es el caballero de la Mesa Redonda que devuelve la espada Excalibur a la Dama del Lago. Bedivere es uno de los personajes más antiguamente asociados con Arturo, como Sir Kay y Sir Gawain, que cumple la función de Mariscal del Rey.
En Historia Regum Britanniae, de Godofredo de Monmouth, Sir Bedivere aparece como uno de los caballeros más leales al rey Arturo, y esta posición se mantiene a lo largo de las historias artúricas. Es uno de los pocos supervivientes de la Batalla de Camlann, donde Arturo es herido mortalmente. Tras la batalla, el moribundo rey solicita a Sir Bedivere que devuelva la espada lanzándola al lago, lo cual Bedivere realiza renuentemente, tras haber escondido la espada en dos ocasiones. Tras la muerte de su rey, Bedivere se convirtió en ermitaño por el resto de sus días.